# Dragan Perić
Dragan Perić (Yugoslavia, 8 de mayo de 1964) es un atleta yugoslavo retirado especializado en la prueba de lanzamiento de peso, en la que consiguió ser medallista de bronce mundial en pista cubierta en 1995.

## Carrera deportiva
En el Campeonato Mundial de Atletismo en Pista Cubierta de 1995 ganó la medalla de bronce en el lanzamiento de peso, llegando hasta los 20.36 metros, tras el finlandés Mika Halvari (oro con 20.74 metros) y el estadounidense C. J. Hunter (plata con 20.58 metros).